# Cerny
För andra betydelser, se Cerny (olika betydelser).
Cerny är en kommun i departementet Essonne i regionen Île-de-France i norra Frankrike. Kommunen ligger i kantonen La Ferté-Alais som tillhör arrondissementet Étampes. År 2022 hade Cerny 3 425 invånare.

## Befolkningsutveckling
Antalet invånare i kommunen Cerny
| Referens: INSEE |